# Resmethrin
Resmethrin ist ein Pflanzenschutzmittel aus der Gruppe der Pyrethroide. Es ist ein Gemisch aus vier Stereoisomeren; eines davon ist das (R,R)-Isomer, als Bioresmethrin bekannt.
Es wurde in den 1960er Jahren von der Gruppe von Michael Elliott (Rothamsted Research) entwickelt.

## Gewinnung und Darstellung
Resmethrin kann durch eine mehrstufige Reaktion hergestellt werden. Ausgehend von Furan-3-carbonsäure wird durch Veresterung mit Methanol der Methylester erhalten. Der Methylester wird mit Paraformaldehyd und Chlorwasserstoff in einer Blanc-Reaktion chlormethyliert. Durch die Umsetzung mit Benzol und Aluminiumchlorid erhält man in einer Friedel-Crafts-Alkylierung das ein Benzylfuran. Dieser wird mit Lithiumaluminiumhydrid zum Alkohol reduziert welcher anschließend in einem letzten Schritt mit Chrysanthemsäurechlorid verestert wird.
Ein alternativer Produktionsweg geht von Benzylcyanid durch Reaktion mit Bernsteinsäurediethylester aus.

## Eigenschaften
Resmethrin ist ein brennbarer Feststoff, der praktisch unlöslich in Wasser ist. Ab 180 °C zersetzt sich die Verbindung. Bei Einwirkung von Luft und Licht zersetzt es sich leicht. Das Handelsprodukt besteht aus 20–30 % cis-Isomeren und 80–70 % trans-Isomeren und ist ein weißlicher bis bräunlicher wachsartiger Stoff mit Geruch nach Chrysanthemen. Schmelzpunkt des technischen Materials ist von 43 bis 48 °C. Das reine (1R,trans)-Isomer wird als Bioresmethrin, das reine (1R,cis)-Isomer als Cismethrin bezeichnet.

## Verwendung
Resmethrin ist ein Pyrethroid mit breiter insektizider Wirkung. Es wirkt bei Insekten als schnell wirkendes Nervengift mit guter Kontaktwirkung, hat jedoch für andere Tiere und Pflanzen eine niedrige Toxizität. Resmethrin wurde 1967, Bioresmethrin 1973 in den USA erstmals zugelassen und im Handel im Jahr 1969 eingeführt. Etwa 50.000 Pfund Resmethrin werden jährlich in den USA eingesetzt, meist zur Bekämpfung von ausgewachsenen Moskitos. In den USA ist es derzeit als General Use Pesticide für die Schädlingsbekämpfung im Haushalt und der Lebensmittelindustrie sowie aufgrund seiner akuten Giftigkeit für Fische als Restricted Use Pesticide (Pestizid mit eingeschränkter Nutzung) zur großräumigen Moskito-Bekämpfung klassifiziert. Seine Wirkung beruht auf der Wechselwirkung mit den Natrium-Kanälen im peripheren und zentralen Nervensystem der Zielorganismen. Resmethrin wird hauptsächlich zur Bekämpfung von Insekten (Mückenkontrolle durch Ausbringung aus der Luft in den USA und in Gewächshäusern zur Bekämpfung der Weißen Fliege) im Haushalt und öffentlichen Einrichtungen eingesetzt. Es wird als Aerosol, Ölformulierung oder als emulgierbares Konzentrat in den Handel gebracht. Es werden auch Formulierungen mit anderen Insektiziden und/oder Synergisten hergestellt.
Resmethrin ist in der Europäischen Union nicht als Wirkstoff in Pflanzenschutzmitteln zugelassen.
In Deutschland, Österreich und der Schweiz sind keine Pflanzenschutzmittel mit diesem Wirkstoff zugelassen.

## Sicherheitshinweise
In Tierversuchen wurde eine Zunahme von Leber- und Uterustumoren bei Exposition mit Resmethrin festgestellt.